# Westenholz
Westenholz ist der westlichste und flächenmäßig mit Abstand der größte Stadtteil der Stadt Delbrück in Nordrhein-Westfalen, Deutschland. Hinsichtlich der Einwohnerzahl ist er nach dem Stadtteil Delbrück der zweitgrößte Ort innerhalb der Stadt Delbrück. Westenholz hat 4.128 Einwohner.

## Geografie
Westenholz liegt im Osten der Westfälischen Bucht. Nachbarorte sind der Rietberger Stadtteil Mastholte (Kreis Gütersloh), die Delbrücker Stadtteile Schöning und Hagen, der Salzkottener Stadtteil Mantinghausen sowie der Stadtteil Rebbeke der Stadt Lippstadt im Kreis Soest (Regierungsbezirk Arnsberg).

## Geschichte
Archäologische Funde, die in der Heimatstube Westenholz ausgestellt sind, lassen bereits auf eine steinzeitliche Besiedlung von Westenholz schließen.
Das Gebiet von Westenholz gehört schon seit dem frühen Mittelalter zum Gebiet des späteren Hochstifts Paderborn. Im Hochstift gehörte Westenholz zum Küchenamt Delbrück.
1802 verlor das Hochstift Paderborn mit der Besetzung durch Preußen seine staatliche Selbständigkeit und fiel 1807 für wenige Jahre an das Königreich Westphalen. Westenholz bildete im Königreich Westphalen eine Gemeinde im Kanton Delbrück des Distrikts Paderborn im Departement der Fulda. Nachdem der Ort 1813 nach der napoleonischen Niederlage an Preußen zurückfiel, wurde er 1815 in die neue Provinz Westfalen eingegliedert und durch Erlass der Königlichen Regierung in Minden 1816 Teil des neuen Kreises Paderborn. Aus dem Kanton Delbrück wurde 1844 das Amt Delbrück.
Am 1. Januar 1975 wurde Gemeinde Westenholz durch das Sauerland/Paderborn-Gesetzes mit den übrigen Gemeinden des Amtes Delbrück sowie mit den drei Lippegemeinden Anreppen, Bentfeld und Boke des Amtes Salzkotten-Boke im Kreis Büren zur neuen Stadt Delbrück im neuen Kreis Paderborn zusammengelegt. Rechtsnachfolgerin der Gemeinde Westenholz wurde neue Stadt Delbrück. Gebietsteile der Gemeinde Westenholz wurden in die Stadt Rietberg, Ortschaft Mastholte, eingegliedert.

### Einwohnerentwicklung
| Jahr | Einwohnerzahl |
| ---- | ------------- |
| 1871 | 1488          |
| 1925 | 1642          |
| 1939 | 1798          |
| 1946 | 2564          |
| 1950 | 2455          |
| 1961 | 2317          |
| 1970 | 2543          |
| 1974 | 2774          |
| 1975 | 2739          |
| 2004 | 3842          |
| 2010 | 3676          |
| 2011 | 3693          |
| 2012 | 3719          |
| 2013 | 3769          |
| 2014 | 3817          |

## Religionen

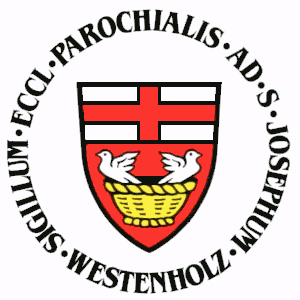
Siegel der kath. Kirchengemeinde St. Joseph

Die Mehrheit der Bevölkerung von Westenholz ist katholisch. Sie gehört zur Pfarrgemeinde Sankt Joseph Westenholz im Dekanat Büren-Delbrück des Erzbistums Paderborn.
Die Protestanten in Westenholz gehören zur evangelischen Kirchengemeinde Delbrück im Kirchenkreis Paderborn der Evangelischen Kirche von Westfalen.

## Politik
Von den 2844 Wahlberechtigten in Westenholz stimmten bei der letzten Kommunalwahl 2004 1682 (Wahlbeteiligung 59,14 %, davon 1659 oder 98,63 % gültige und 23 oder 1,37 % ungültige Stimmen) bei der Wahl zum Delbrücker Stadtrat wie folgt ab:
| Partei | Stimmenanzahl | Stimmenanteil | Pseudografik     |
| ------ | ------------- | ------------- | ---------------- |
| CDU    | 1.312         | 79,08 %       | •••••••••••••••• |
| SPD    | 167           | 10,07 %       | ••               |
| FDP    | 93            | 5,61 %        | •                |
| GABI   | 87            | 5,24 %        | •                |

## Kultur und Sehenswürdigkeiten

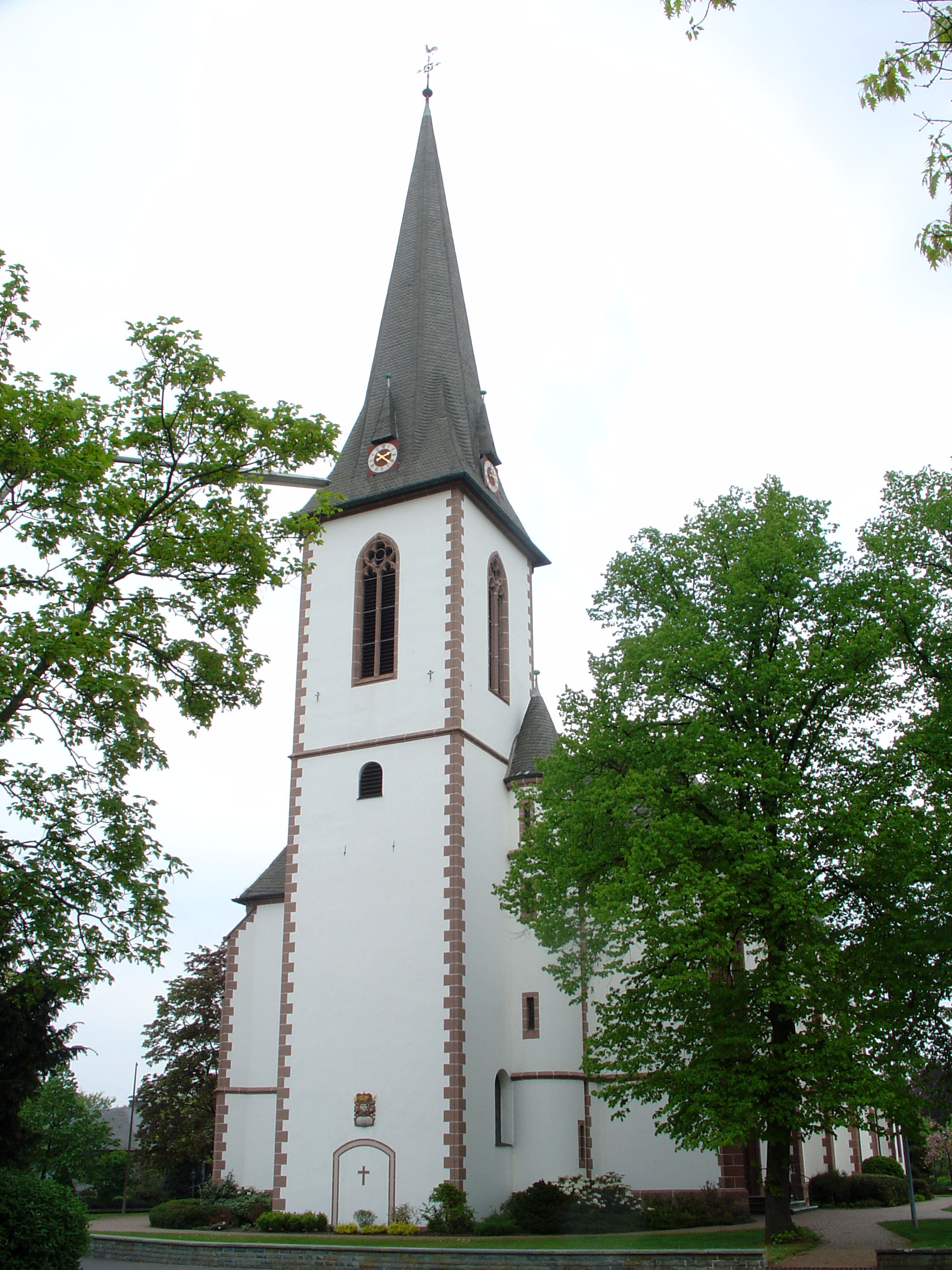
Katholische Pfarrkirche St. Joseph

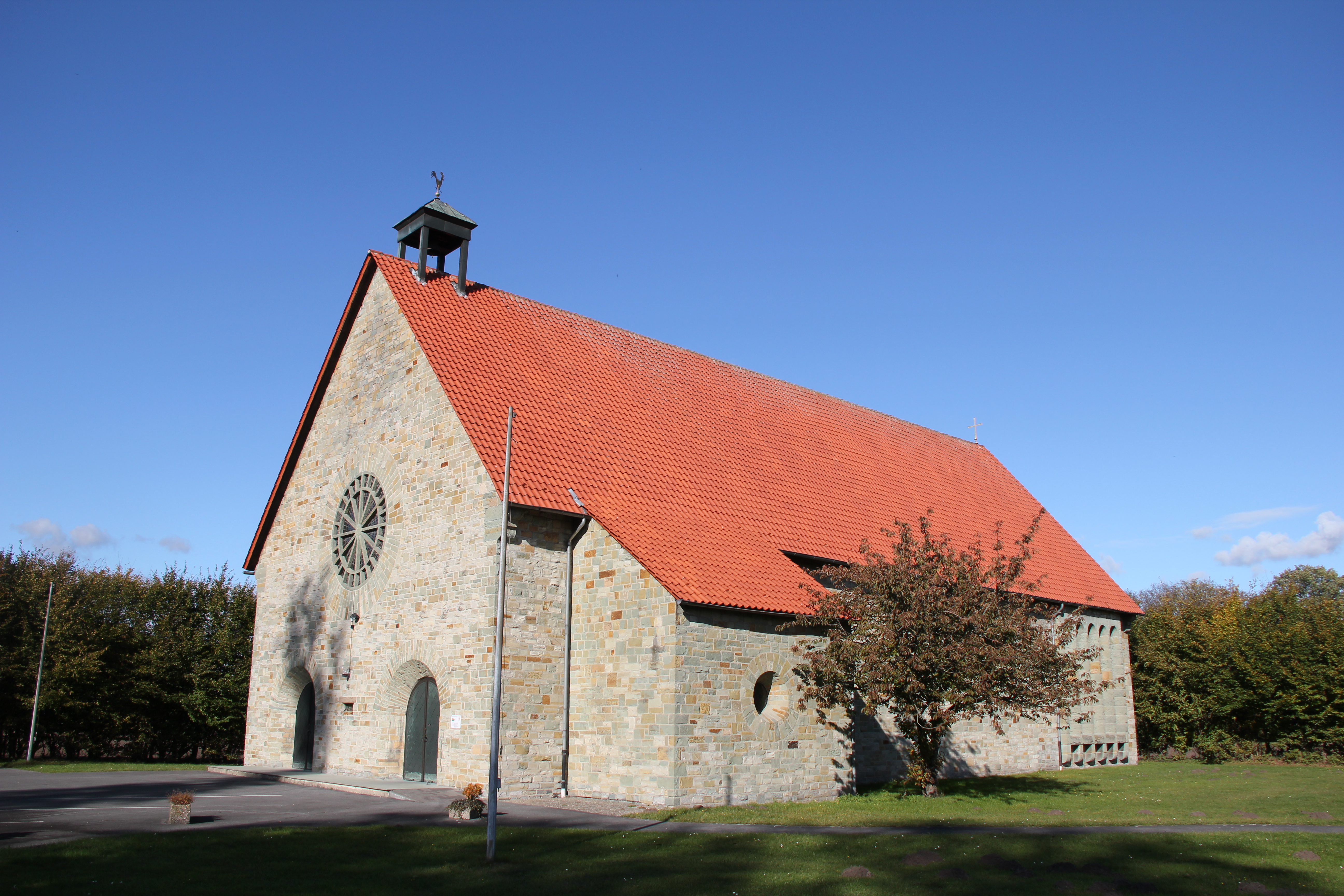
Sankt-Marien-Kirche in Westenholz-Mühlenheide

Die katholische Pfarrkirche St. Joseph wurde von 1901 bis 1905 vom Paderborner Dom- und Diözesanbaumeister Arnold Güldenpfennig errichtet. Die Ausstattung stammt zumeist aus der Wiedenbrücker Schule. Weiterhin gibt es im Ortsteil Mühlenheide die Marienkirche, welche aufgrund der großen Entfernung zum Dorf 1950 gebaut wurde.
Westenholz wurde 1985 im Wettbewerb Unser Dorf soll schöner werden als Bundesgolddorf ausgezeichnet, vor allem für die umweltbewusste Dorfentwicklung.
Seit 1996 besteht eine Partnerschaft mit der ungarischen Stadt Budakeszi.
Der Freie Stuhl ist eine historische Gerichtsstätte (siehe Feme) an der Stelle, wo heute die Kreise Gütersloh, Paderborn und Soest aneinandergrenzen.
Sehenswert ist auch das älteste profane Gebäude im Stadtgebiet Delbrück. Es ist ein Speicher aus dem Jahre 1577, der sich auf dem Hof Sudhoff befindet.
Für die mehr als 30 Vereine in Westenholz steht ein neues Sport- und Begegnungszentrum zur Verfügung.
In Westenholz befindet sich auch eine Swingolf- und eine Fußballgolf-Anlage sowie ein Indoor-Minigolfplatz und eine Straußenfarm.

## Wirtschaft und Infrastruktur
Westenholz ist überwiegend landwirtschaftlich geprägt, hat jedoch auch Betriebe der Möbelindustrie (insbesondere Schlaf- und Wohnmöbel; ein großes Möbelgeschäft).

## Auszeichnungen
Westenholz hat 1985 beim Bundeswettbewerb „Unser Dorf soll schöner werden“ (heute: „Unser Dorf hat Zukunft“) die Goldmedaille gewonnen.

## In Westenholz geborene Personen
- Matthäus Schneiderwirth OFM  (1877–1945), Franziskaner, Schriftsteller
- Karl-Heinz Neukirch (* 1961), Fußballspieler